# Arbujad
Arbujad (pl. Czarodzieje słowa) – estońska grupa literacka, założona w latach 30. XX wieku. Należeli do niej m.in.  Betti Alver, Bernard Kangro, Uku Masing, Heiti Talvik i Paul Viiding. Jej członkowie należeli do pierwszego pokolenia, które wykształcenie zdobyło głównie w niepodległej Estonii. Grupa rezydowała w Tartu. Nazwa Arbujad wywodzi się od tytułu antologii młodych poetów, zebranej i opublikowanej przez krytyka literackiego Antsa Orasa w 1938.